# ‘En Shoqeq
‘En Shoqeq (hebreiska: עין שוקק) är en källa i Israel.   Den ligger i distriktet Norra distriktet, i den nordöstra delen av landet.
Terrängen runt ‘En Shoqeq är huvudsakligen kuperad, men åt sydost är den platt. Runt ‘En Shoqeq är det ganska tätbefolkat, med 179 invånare per kvadratkilometer. Närmaste större samhälle är Bet She'an, 4,7 km öster om ‘En Shoqeq. Trakten runt ‘En Shoqeq består till största delen av jordbruksmark.